# Микільське (Маріупольський район)
Микільське (до 1855 року — хутір Гладкий, у 1924—2016 роках — Володарське, у 2016—2024 роках — Нікольське) — селище в Маріупольському районі Донецької області України. Адміністративний центр Нікольської селищної громади. Чисельність населення — 8819 осіб (2001).

## Географічне розташування
Розташоване на півдні області, на річці Калець, за 22 км від Маріуполя та за 109 км на південний схід від Донецька. Поруч із селищем розташований лісовий заказник місцевого значення «Азовська дача».
Через Микільське проходять три автошляхи місцевого значення Т 0518, Н08 та Т 0523.

## Історія
У 1831 році Азовському козацькому війську, сформованому з поселених на північно-західному узбережжі Азовського моря задунайських козаків, було відведено 74 тисячі десятин землі. Поряд з іншими населеними пунктами козаки заснували тоді на річці Калець хутір, назвавши його за іменем кошового отамана Й. Гладкого — Гладким. Вони несли сторожову службу на узбережжі Азовського моря, займалися також землеробством. Частину їх в 1862–1864 роках переселили на Кубань. Після ліквідації Азовського козацького війська в 1865 році старшина отримала дворянство і по 200—400 десятин землі, а рядові козаки були віднесені до стану державних селян. Відповідно до закону 1866 року про поземельний устрій державних селян земля, якою користувалися колишні козаки, була передана сільській громаді у власність за викуп. 175 жителів села Микільського отримали по 11,6 десятини.
У 1865 році село увійшло до Покровської волості Олександрівського, а з 1874 року — Маріупольського повіту. У 1882 році в Микільському проживали 252 чоловіки і 261 жінка. Головними заняттями населення були землеробство і скотарство. У цей час збільшується виробництво товарного хліба, попит на який з промисловим розвитком Півдня Росії і зростанням неземлеробського населення зростав. Так, в 1882 році в селі зібрали близько 40 тисяч пудів зерна, більше половини якого було продано. Товарну продукцію постачали в основному заможні селяни, які розширювали виробництво не тільки на надільних, а і на куплених і орендованих землях.
У 1875 році в Микільському відкрили однокласне земське училище. У 1878 році його відвідували 17 хлопчиків і 9 дівчаток.. Земська бібліотека діяла з 1908 року. У 1915 році в ній налічувалося всього 638 книг. Читачами бібліотеки були 90 жителів села. На той час в Микільському проживало 3,5 тисячі чоловік.
У роки першої світової війни майже половина працездатних чоловіків була призвана в армію. Після Жовтневого перевороту 1917 року у село повернулися учасники війни. З їх ініціативи у грудні 1917 року були проведені вибори до Ради селянських і солдатських депутатів.
У 1924 року селище село перейменували на Володарське на честь більшовика Мойсея Гольдштейна (партійне прізвисько — «В. Володарський»).
Селище було охоплене репресивними діями під час Голодомору. Так, секретарі міськрайпарткомів Донецької області, керуючись отриманою 29.11.1932 р. Постановою ЦК і ЦКК КП(б)У з дозволом провести «чистку окремих осередків, що засмічені опортуністичними елементами, які знаходяться під кулацьким впливом, саботують виконання плану хлібозаготівель» взялися за її ретельне виконання — і в тому числі у тодішньому Володарському — за надзвичайно низьке виконання хлібозаготівель провели цю чистку.
9 жовтня 1941 року ворог захопив село Володарське (нині с-ще Микільське). Період нацистської окупації тривав два роки (1941—1943 рр.). У Микільському було сформовано підпільно-патріотичний рух під керівництвом Попова Олександра Васильович, головою групи був Додуляк Олександр Дмитрович. Група діяла в період з 7 жовтня 1941 р. по 14 вересня 1943 р. і налічувала 24 члени. Боротьба підпільників не припинялася аж до звільнення району, але з травня 1943 року припинилася її активна фаза. Це було викликано раптовими масовими арештами підпільників. 24 червня 1943 року 9 підпільників були розстріляні на Агробазі разом з підпільниками інших груп.
Микільський район був звільнений 14 вересня 1943 року. В ході боїв загинуло 5 вояків 416 Азербайджанської стрілецької дивізії. Останки воїнів поховані в братській могилі у парку селища Микільське. Також в цій могилі поховані останки мирних громадян селища, розстріляних нацистами у вересні 1943 р. Братська могила доповнена Меморіалом загиблим на полях битв жителям с. Микільське (423 особи). Меморіал слави (Микільське) був відкритий 9 травня 1969 року.
5 червня 2015-го при несенні бойової служби під Микільським загинув капітан 131-го розвідувального батальйону Ігор Єлісєєв.
З 18 лютого 2016 року у рамках декомунізації селищу повернуто назві Нікольське, всупереч рекомендаціям Українського інституту національної пам'яті використовувати назву Микільське.
2022 року, окупаційна російська влада «вернула» селищу радянську назву, встановивши таблички з написом «Володарське» на в'їзді.

## Населення

### Мова
Розподіл населення за рідною мовою за даними перепису 2001 року:
| Мова            | Кількість | Відсоток |
| --------------- | --------- | -------- |
| російська       | 5377      | 61.25 %  |
| українська      | 3276      | 37.32 %  |
| грецька         | 68        | 0.77 %   |
| вірменська      | 15        | 0.17 %   |
| білоруська      | 10        | 0.11 %   |
| болгарська      | 1         | 0.01 %   |
| німецька        | 1         | 0.01 %   |
| інші/не вказали | 31        | 0.36 %   |
| Усього          | 8779      | 100 %    |

За даними перепису 2001 року населення району становило 31168 осіб, із них 37,32 % зазначили рідною мову українську, 61,25 %— російську, 0,77 %— грецьку, 0,17 %— вірменську, 0,11 %— білоруську, 0,01 %— німецьку та болгарську мови.

## Економіка
У Микільському розвинута харчова промисловість (хлібопекарська, м'ясна, молочна, маслосироробна, комбікормова), промисловість будівельних матеріалів.
Колишній колгосп імені Леніна зараз є філіалом «Володарський» агрофірми «Агротіс».

## Освіта
У селищі 2 дитсадка та 2 школи: ЗОШ № 3 була закрита у 2012 році.
- Микільська ЗОШ № 1
- Микільська ЗОШ № 2
- Микільська ЗОШ № 3[13]

## Культура
У Микільському (і однойменному районі) діє комунальний заклад Микільська централізована бібліотечна система [Архівовано 30 серпня 2018 у Wayback Machine.].
В селищі функціонує [http://www.example.org Краєзнавчий музей Микільського району].
У Микільському встановлено низку пам'ятних знаків і погрудь — погруддя Тараса Шевченка, пам'ятний знак воїнам-«афганцям», чорнобильцям тощо.

## Персоналії
У Микільському народився Герой Радянського Союзу:
- Якименко Антон Дмитрович.
- Іванов Данило Андрійович — старший лейтенант Збройних сил України, учасник російсько-української війни.

## Виноски
1. ↑  http://db.ukrcensus.gov.ua/PXWEB2007/ukr/publ_new1/2022/zb_Сhuselnist.pdf
2. ↑  А. П. Гаденко. Азовське козацьке військо (1830—1865 р.). Кашира, 1912, стор 20, 27.
3. ↑  У період 1855—24 років — село називалось Старонікольське, Микільське.
4. ↑  Список населених місць Маріупольського повіту Катеринославської губернії, стор 24.
5. ↑  Журнал Маріупольської повітової земської управи за 1878. Маріуполь. 1879, стор 64.
6. ↑  Парсенюк Б. Чорні сторінки історії // Чорні крила. Волноваський район Донецької області. Іст. нарис, свідчення мешканців району, документи, вшанування пам'яті жертв Голодомору (Упор. С. Блєднов). Донецьк. 2008.
7. ↑  ДАДО. Ф. 326, оп. 1, с. 3, л. 213.
8. ↑  Постанова Верховної Ради України від 4 лютого 2016 року № 984-VIII «Про перейменування окремих населених пунктів та районів»
9. ↑  Рекомендацій Українського інституту національної пам'яті при перейменуванні населених пунктів та районів (додаток №2). Додаток № 2 до Протоколу № 35. Засідання Комітету від 23 грудня 2015 року. komsamovr.rada.gov.ua. Комітет з питань організації державної влади, місцевого самоврядування, регіонального розвитку та містобудування. 2 березня 2017. Архів оригіналу за 26 січня 2020. Процитовано 2 листопада 2020.
10. ↑  На окупованій Донеччині росіяни повертають старі назви селищам
11. ↑  Рідні мови в об'єднаних територіальних громадах України — Український центр суспільних даних
12. ↑  Розподіл населення за рідною мовою, Донецька область. Архів оригіналу за 5 березня 2016. Процитовано 20 березня 2022.
13. ↑  Сайт Микільської загальноосвітньої школи I—III ступенів № 3. Архів оригіналу за 7 червня 2010. Процитовано 16 березня 2010.
14. ↑  інформація на www.donoda.gov.ua[недоступне посилання з липня 2019]